# Raketenpanzerbüchse 54

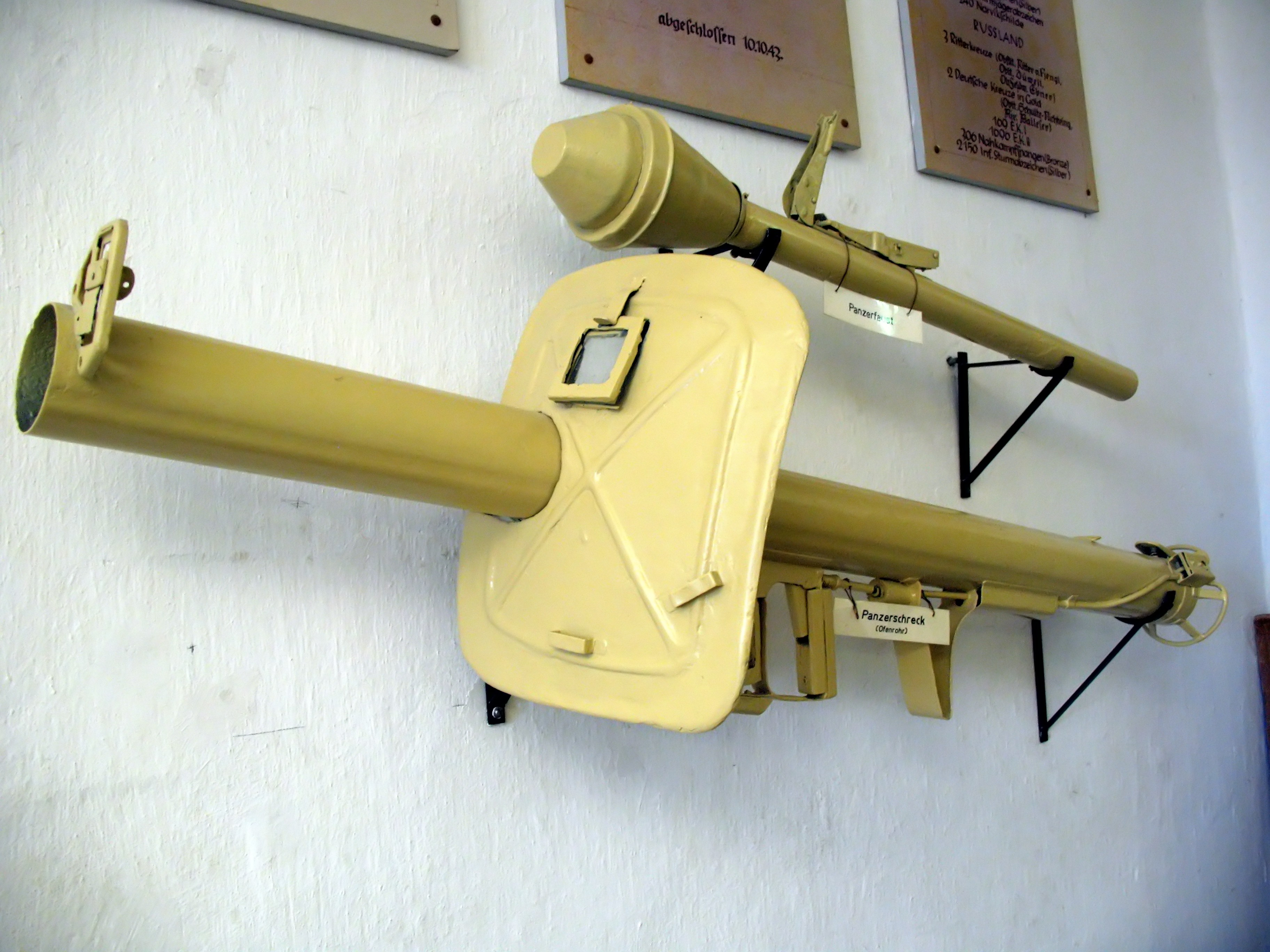
Panzerfaust (oben) und Panzerschreck (unten)

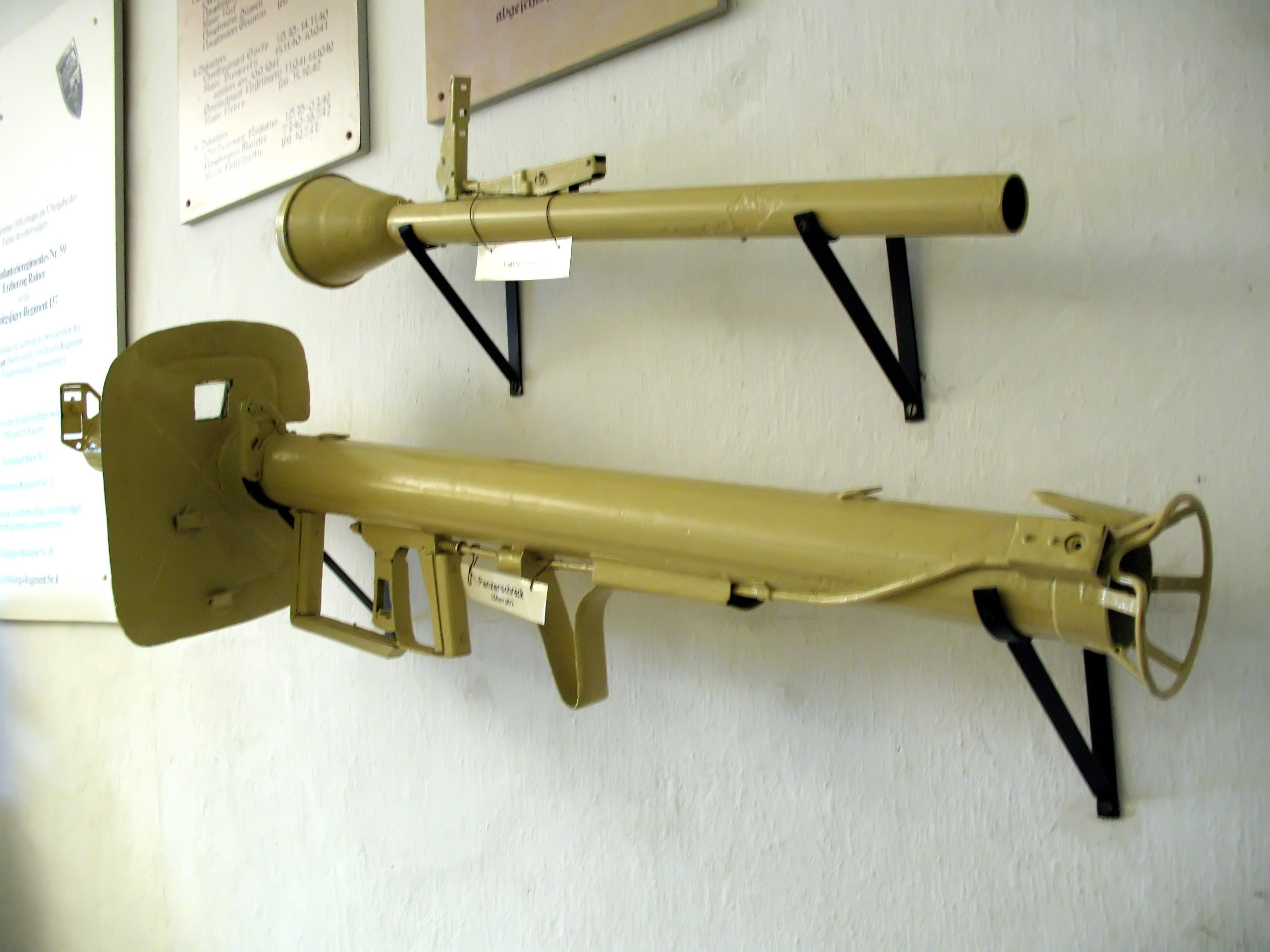
Panzerfaust (oben) und Panzerschreck (unten)

Die Raketenpanzerbüchse 54 (kurz RPzB 54, Suggestivname: Panzerschreck oder Ofenrohr) war eine Panzerabwehrwaffe, die während des Zweiten Weltkriegs auf deutscher Seite zum Einsatz kam. Sie gilt als angepasste Eigenentwicklung der amerikanischen Bazooka, war wie diese eine reaktive Panzerbüchse und auch nachladbar.
Der Panzerschreck wird gelegentlich irrtümlich mit der deutlich bekannteren Panzerfaust verwechselt, die jedoch eine als Wegwerfwaffe konzipierte Startvorrichtung war und – abgesehen von der Rückstoßfreiheit – technisch eine ganz andere Waffe darstellt.

## Entwicklung
Zum Beginn des Zweiten Weltkriegs 1939 besaß die Wehrmacht lediglich die Panzerbüchse 39 des Kalibers 7,92 × 94 mm, die jedoch mangelhafte Leistungen gegen gepanzerte Fahrzeuge aufwies.
Die Wehrmacht erbeutete die ersten amerikanischen Bazookas an der Ostfront, welche der alliierten Sowjetunion von den USA bereitgestellt worden waren. Das geschah noch vor der amerikanisch-deutschen Konfrontation im Tunesienfeldzug. Manchmal wird jedoch fälschlicherweise berichtet, die Wehrmacht habe die Bazooka erst in Tunesien erbeutet.
In Deutschland erkannte man das Potential der noch recht unbekannten Waffe, die bis dahin in nur sehr geringem Umfang zum Einsatz gekommen war. Von der Bazooka ausgehend wurde nun eine eigene Konstruktion entwickelt. Das Startrohr wurde hierbei allgemein vergrößert, um einen Gefechtskopf größeren Kalibers abfeuern zu können. Mit dem größeren Kaliber wurde die Durchschlagsleistung der Waffe gesteigert, wodurch die neuen sowjetischen Panzermodelle ab 1943 und 1944 zuverlässiger bekämpft werden sollten. Die Entwicklung dauerte mehr als ein Jahr, bevor die Waffe im Frühjahr 1944 an die Truppe ausgeliefert wurde.
Im Zuge des von Goebbels ausgerufenen „totalen Krieges“ wurden Teile der Panzerschrecks in den Herzogenauracher Fabriken der Schuhfabrikanten Adolf und Rudolf Dassler montiert, die nach dem Krieg die Firmen Adidas und Puma gründeten.

## Technik

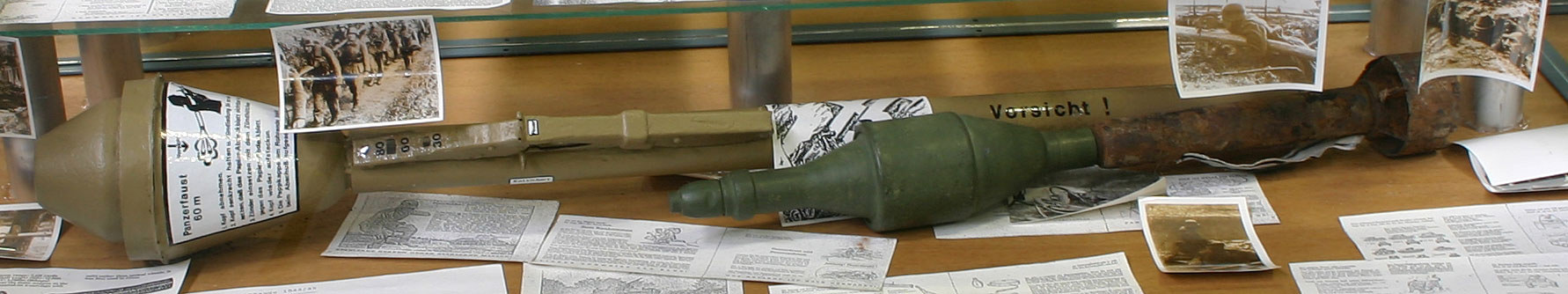
Eine Panzerfaust (dunkelgelb) mit einer teilweisen Nachbildung eines Panzerschreck-Geschosses (dunkelgrün/braun)

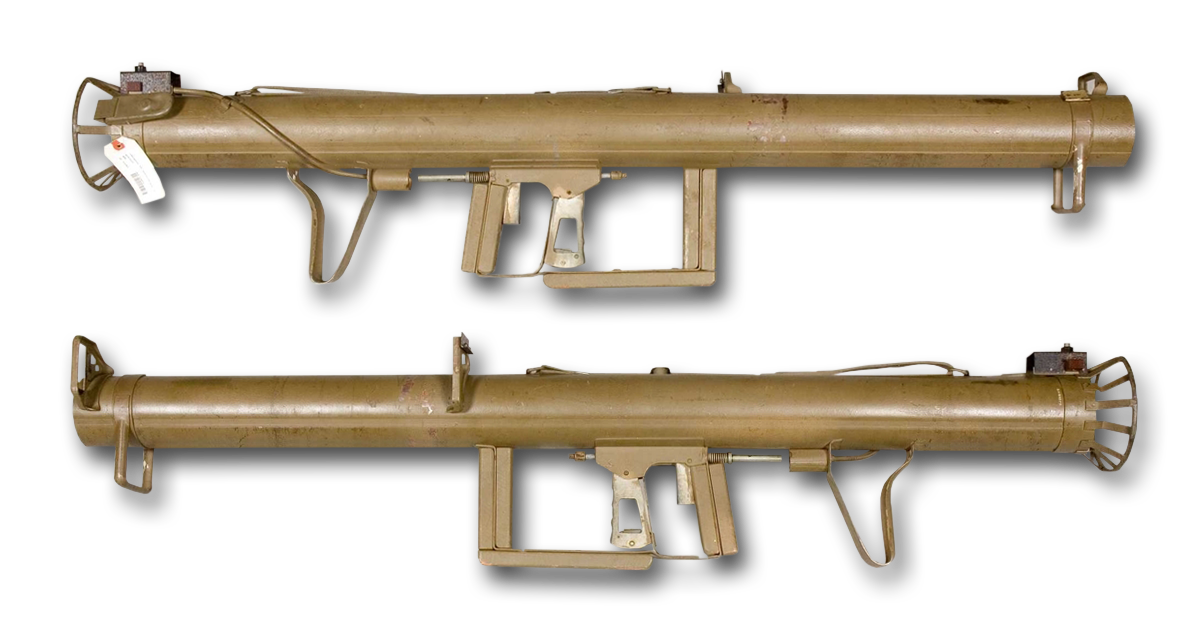
Frühe Version ohne Schutzschild „Panzerschreck 43“

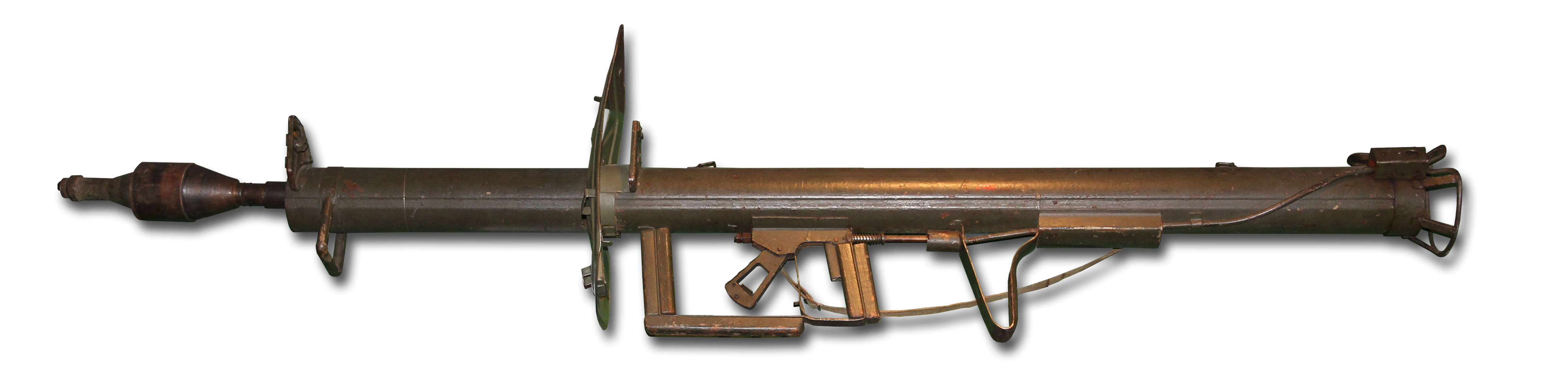
Spätere Version mit Schutzschild „Panzerschreck 54“

Im Gegensatz zur Panzerfaust war der Panzerschreck eine reine Raketenwaffe, bei welcher der Vortrieb durch den Treibsatz während des Fluges erfolgte statt nur beim Start. Anders als bei der Bazooka jedoch brannte die Treibladung nicht zur Sicherheit des Schützen beim Verlassen des Startrohres aus, sondern beschleunigte die Rakete darüber hinaus auf den ersten zwei Metern im freien Flug noch weiter. Die erhöhte Beschleunigung war aufgrund der größeren Masse des Gefechtskopfes notwendig geworden, erhöhte dessen effektive Reichweite jedoch nicht. Die Gewichtszunahme folgte aus der Erweiterung des Kalibers von 60 mm auf 88 mm. Im Vergleich zum amerikanischen Vorbild wog das Geschoss des Panzerschrecks mehr als das Doppelte.
Der Gefechtskopf selber beruhte auf dem Prinzip der Hohlladung. Dabei wirken die Detonationsschwaden auf eine Metalleinlage in Kegel- oder Parabelform. Durch die Energie dieser Schwaden bildet sich an der gegenüberliegenden Seite der Metalleinlage ein Partikelstrahl aus sich ablösenden Material der Einlage. Dieser aus festen und gasförmigen Partikeln bestehende Strahl (auch Stachel genannt) hat die Eigenschaften eines sehr schnell fließenden Materials (es werden Geschwindigkeiten um die 12000 Meter pro Sekunde erreicht) und ist so in der Lage starke Panzerungen zu durchdringen, indem er das Zielmaterial verdrängt. Letzteres geht, aufgrund der einwirkenden Kräfte, ebenfalls in einen "fließenden" Zustand über (ohne jedoch flüssig zu werden). Der Partikelstrahl der Hohlladung dringt durch das Zielmaterial hindurch und reißt dabei Teile des Zielmaterials mit. Als Nebeneffekt bilden die Reste der Metalleinlage den sogenannten "Stößel" (auch "Dorn" genannt), der als nicht wirksamer Teil ebenfalls ins Zielmaterial eindringt. Oft bleibt dieser (bei dicken Panzerungen) im Ziel stecken und verschließt das Eindringloch des Hohlladungsstachels. 
Bei modernen Hohlladungen beträgt die Eindringtiefe etwa das 6- bis 8fache des Kalibers der Einlage. 
Die Rakete mitsamt Gefechtskopf hatte das Kaliber des Laufes. Die Zündung der Sprengladung erfolgte durch einen vorgelagerten Aufschlagzünder. Nach dem Start der Rakete konnte das leere Rohr über das hintere Ende mit einer neuen Rakete nachgeladen werden und war daher im Gegensatz zur Startvorrichtung der Panzerfaust wiederverwendbar.
Die Stabilisierung der Geschossbahn während des freien Fluges erfolgte über Finnen, die jedoch im Vergleich zur amerikanischen Waffe im Verhältnis zur Gesamtgröße wesentlich kleiner ausfielen.
Wegen des heißen Abgasstrahls des Raketenmotors erforderten die ersten Versionen für den Schützen einen feuerfesten Poncho und eine Gasmaske, um ihn vor Verbrennungen zu schützen. Dies wurde bei späteren Modellen durch einen am vorderen Ende montierten Schutzschild überflüssig. Die Waffe erhielt aufgrund der Rauchentwicklung beim Start und ihres Aussehens bei der Truppe den Spitznamen „Ofenrohr“.

## Einsatz

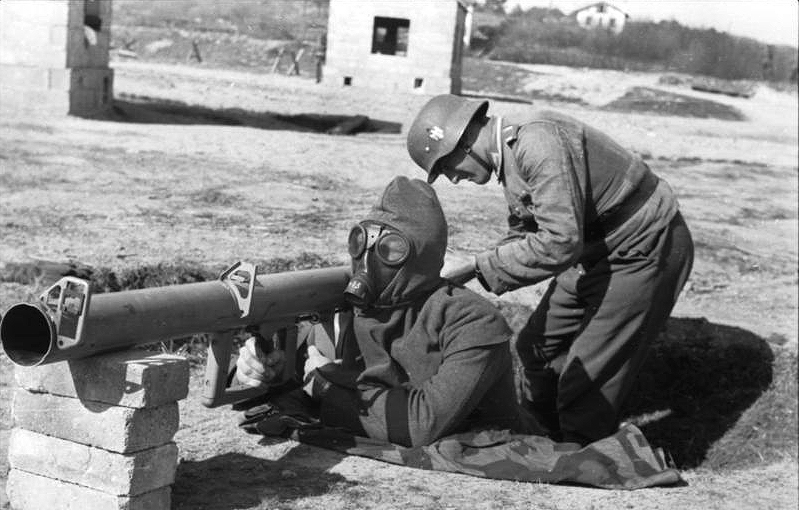
Frankreich, Vorführung Raketenpanzerbüchse 43. Schütze mit Maske und feuerfestem Poncho, Frankreich, 21. März 1944.

Der Panzerschreck wurde erstmals im Frühjahr 1944 der Truppe übergeben. Bis zum Ende des Krieges wurden 314.895 Raketenpanzerbüchsen und 2.218.400 Geschosse produziert. Sie wurden vor allem gegen Panzer wie die zahlreichen Sherman oder T-34 eingesetzt. Aber auch gegen schwerere Fahrzeuge war die Durchschlagsleistung des Panzerschrecks noch ausreichend, sodass auch schwere Panzertypen wie der sowjetische IS-2 effektiv bekämpft werden konnten. Die Waffe wurde darüber hinaus bei infanteristischen Häuserkämpfen eingesetzt, etwa um Häuserwände oder Barrikaden zu durchschlagen.

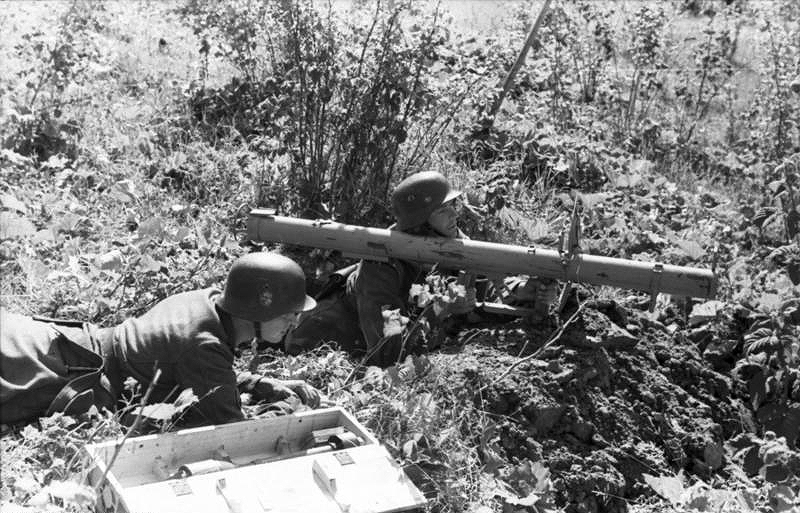
Deutsche Soldaten des Einsatzkommandos Narva mit Panzerschreck 54, Nordrussland, August 1944.

Im Vergleich zur Panzerfaust hatte der Panzerschreck eine ähnliche Durchschlagsleistung, konnte jedoch im Gegensatz zu den meisten Panzerfaustmodellen auch auf größere Entfernung und mit wesentlich größerer Genauigkeit eingesetzt werden. Die Reichweite war hierbei dennoch nicht groß genug, um Panzer damit offensiv bekämpfen zu können, sodass der Panzerschreck nach der deutschen Taktikdoktrin nur im Nahkampf ab maximal 115 m als infanteristische Verteidigung gegen Panzer eingesetzt werden sollte.
Während die gewöhnliche Panzerfaust im Prinzip an jeden Soldaten, Hitlerjungen oder Volkssturmmann verteilt wurde, war der Panzerschreck als Waffe für ausgebildete Soldaten entwickelt worden. Im Einsatz sollten immer zwei Mann die Raketenpanzerbüchse bedienen, wobei ein Soldat die Waffe führte, während der zweite diese von hinten mit Munition bestückte.
Als Nachteil erwies sich, dass nach dem Start eine gut sichtbare Rauchwolke entstand, die dem Gegner oftmals die Position des Trupps verriet. Die für die Rauchentwicklung verantwortlichen heißen und giftigen Gase traten dabei auch nach hinten aus und machten ihren Einsatz in Gebäuden, Unterständen oder Bunkern unmöglich.

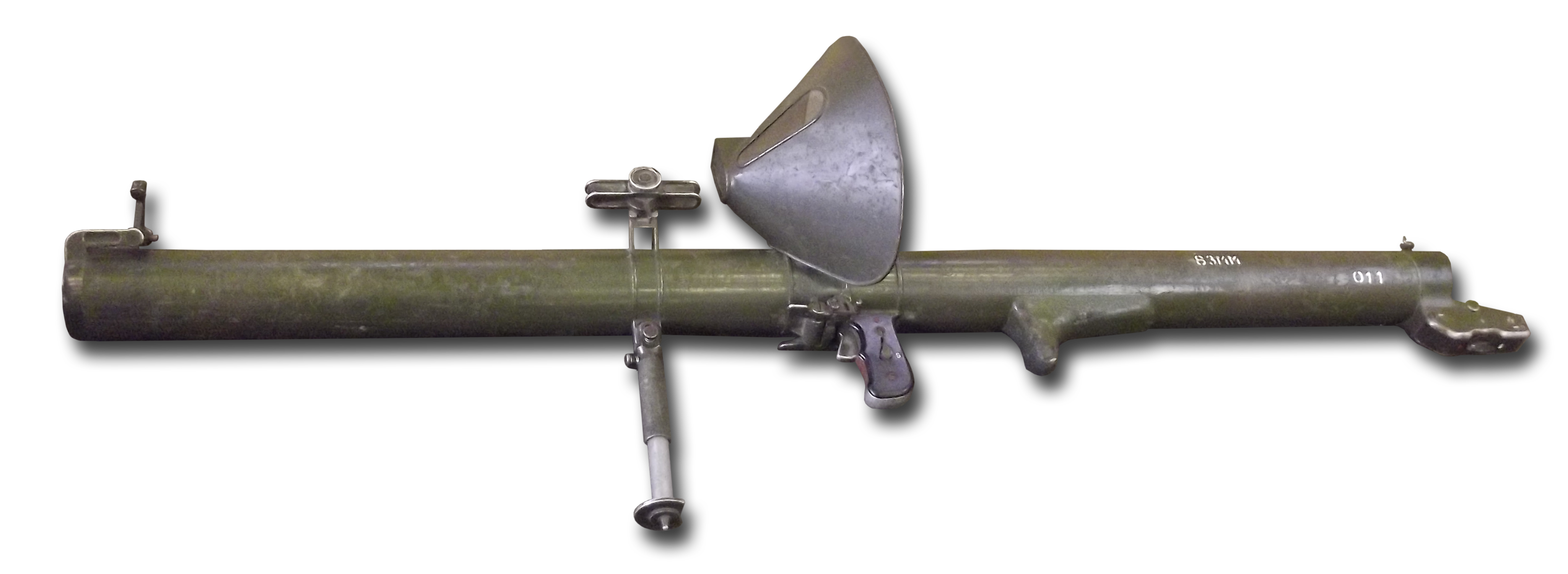
Blindicide RL-83 noBG

## Weiterentwicklung
Eine an Flugzeugen montierte Version des Panzerschrecks war das Panzer-Büchsenrohr 8,8 cm, das für den Einsatz als Außenlast unter die Flügelstation einer Focke-Wulf Fw 190 umkonstruiert wurde.
Der Panzerschreck 54/100 mm war eine Spezialanfertigung, die eine noch höhere Durchschlagskraft als die 88-mm-Version aufwies; sie wurde aber nur in relativ geringer Stückzahl produziert, da die Produktionskosten höher waren.
Basierend auf dem Panzerschreck entwickelte die belgische Firma Mecar SA nach dem Zweiten Weltkrieg die RL-83 Blindicide.

## Technische Daten
| Kenngrößen              | Daten                             |
| ----------------------- | --------------------------------- |
| Hersteller              | Enzinger Union, HASAG, Jäckel     |
| Stückpreis              | 70 RM                             |
| Kaliber                 | 88 mm und 100 mm (Spezialversion) |
| Gesamtgewicht           | 9,5 kg; 11 kg mit Schutzschild    |
| Länge                   | 1,64 m                            |
| Mündungsgeschwindigkeit | 130 m/s                           |
| Reichweite              | 100–200 m                         |
| Gewicht der Granate     | 2,4–3,3 kg                        |
| Durchschlagsleistung    | 150–220 mm/90°                    |

## Museale Rezeption

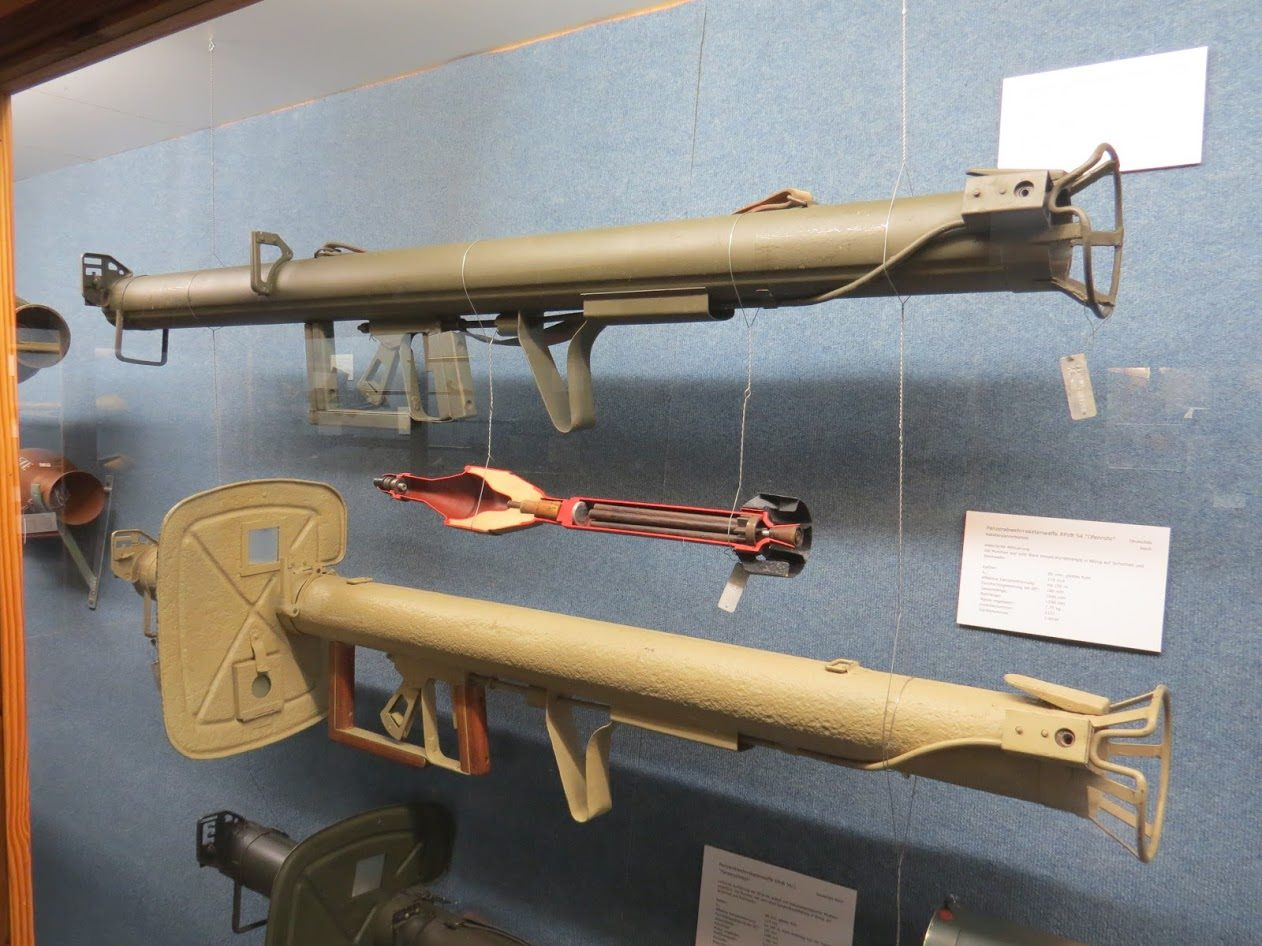
Raketenpanzerbüchse 54 RPzB 54, ausgestellt in der Wehrtechnischen Studiensammlung Koblenz

Im Heeresgeschichtlichen Museum in Wien ist im Saal Republik und Diktatur ein Panzerschreck im Kontext der Schlacht um Wien ausgestellt. In der Wehrtechnischen Studiensammlung Koblenz sind verschiedene Versionen des Panzerschrecks und ein Schnitt durch ein Projektil ausgestellt.